# 발랑시엔 FC
발랑시엔 FC(Valenciennes Football Club)는 발랑시엔에 위치한 스타드 뒤 에노 경기장을 근거로 하는 프랑스의 축구 클럽이다. 1913년에 창단되어 현재 프랑스 프로 축구 3부 리그에 속하는 샹피오나 나시오날에 참가중이다.

## 역대 성적
- 리그 2 우승 2회
  - 우승: 1972, 2006
  - 준우승: 1935, 1937, 1962, 1975, 1992
- 샹피오나 나시오날 우승 1회
  - 우승: 2005
- 샹피오나 드 프랑스 아마추어 우승 1회
  - 우승: 1998
- 프랑스컵
  - 준우승: 1951

## 선수 명단

### 현역
참고: FIFA 자격 규정에 따라 소속된 국가대표팀 국기를 표시합니다. 선수는 복수의 FIFA 비회원국 국적을 가지고 있을 수 있습니다.
| 번호 | 포지션 | 국적   | 이름          |
| ---- | ------ | ------ | ------------- |
| 3    | DF     | 세네갈 | 술레이만 배스 |
| 9    | FW     |        | 닉 베네마     |

| 번호 | 포지션 | 국적 | 이름 |
| ---- | ------ | ---- | ---- |

## 역대 감독
| 감독            | 임기        |
| --------------- | ----------- |
| 브뤼노 메취     | 1993 ~ 1994 |
| 앙투안 콩부아레 | 2005 ~ 2009 |
| 필리프 몽타니에 | 2009 ~ 2011 |